# 源兼子
源兼子（みなもと の けんし／かねこ、延喜15年（915年） - 天禄3年9月下旬（972年10月30日 - 11月8日））は、平安時代中期の賜姓皇族。醍醐源氏。醍醐天皇の皇女で、母は更衣源周子（源唱女）。同母兄弟に持明親王・盛明親王・勤子内親王・都子内親王・雅子内親王・源高明がいた。
延喜20年（920年）12月28日源朝臣姓を賜って左京一条一坊の貫籍（戸籍）に入った。翌年の延喜21年に源高明を戸主とする旨の太政官符民部省の通達を受けた。従四位上に叙せられ、天禄3年（972年）9月下旬に薨去した。ちなみに兼子の薨去により、10月6日に予定されていた止雨奉幣使は延引されることになった。11月10日、藤原伊尹と共に葬儀。